# 하마구치 류스케
하마구치 류스케(濱口 竜介, 1978년 12월 16일~ )는 일본의 영화 감독이자 각본가이다.

## 경력
도쿄 예술대학 대학원 영상연구과를 수료하였다. 감독 작품으로는 한일합작 영화 《심도》 (2010년)와 《해피 아워》 (2015년), 《아사코》 (2018년) 등이 있다.

## 작품 목록
- 《라이크 낫띵 해픈드》 (何食わぬ顔) (2003년)
- 《열정》 (PASSION) (2008년)
- 《심도》 (2010년)
- 《파도의 소리》 (なみのおと) (2011년) 공동 감독
- 《친밀함》 (親密さ) (2012년)
- 《파도의 목소리》 (なみのこえ) (2013년) 공동 감독
- 《노래하는 사람》 (うたうひと) (2013년) 공동 감독
- 《해피 아워》 (ハッピーアワー) (2015년)
- 《아사코》 (2018년)
- 《우연과 상상》 (2021년)
- 《드라이브 마이 카》 (2021년)
- 《악은 존재하지 않는다》 (2023년)
- 《기프트》 (2023년)